# Conte di Rochester
Conte di Rochester è stato un titolo ereditario della nobiltà inglese della parìa inglese ed irlandese.

## Storia
Henry Wilmot, I conte di Rochester, già barone Wilmot, Tenente generale e Cavalier, discendeva da Edward Wilmot di Witney, Oxfordshire. Il figlio di Edward, Charles, anch'egli militare, si distinse per il suo coraggio in Irlanda durante la Ribellione di Tyrone, e fu il Presidente della provincia di Connacht dal 1616 fino alla sua morte.

Nel 1621 Charles Wilmot divenne visconte Wilmot ed il titolo, alla sua morte, fu ereditato da Henry Wilmot.
Henry Wilmot fu il terzo figlio di Charles Wilmot, ma fu l'unico che sopravvisse dopo la morte del padre e perciò ne assunse il titolo, divenendo il secondo visconte Wilmot.

## Tra il 1630 e il 1640
Henry Wilmot, diventato ben presto famoso per essere un soldato instancabile e amante dell'alcol, aveva combattuto per ben 5 anni tra le file dell'Hæren, l'esercito danese, e venne gravemente ferito durante l'Assedio di Breda.

Henry Wilmot combatté al fianco del re Carlo I d'Inghilterra durante le Guerre dei Vescovi e le Guerre dei tre regni come ufficiale di cavalleria, divenendo capo del Royal Council of War ma fu catturato dagli scozzesi durante la Battaglia di Newburn.
Nel 1633 Henry Wilmot si sposò con Frances Morton, figlia di Sir George Morton di Clenston.
Nel 1640 venne eletto dal Parlamento Lungo per rappresentare l'elettorato della contea di Tamworth e fu in questo periodo che entrò a far parte di una cerchia di giovani ufficiali di Enrichetta Maria di Borbone-Francia (la quale lo aiutò in futuro). Facendo parte di questa cerchia, si impegnò in una piccola rivolta armata nel 1641 contro il Parlamento ma venne imprigionato nella Torre di Londra, espulso dalla Camera dei Comuni ed in seguito esiliato insieme a re Carlo I.
Nel 1644, siccome Wilmot era rimasto vedovo dalla moglie Frances Morton, si risposò con Anne Lee, figlia del Sir I baronetto John St. John di Lydiard Tregoze e vedova di Sir Francis Henry Lee, II baronetto Lee di Quarendon.

Da Anne Lee Wilmot ebbe il figlio John, nato il 10 aprile 1647.

## Prima Guerra Civile

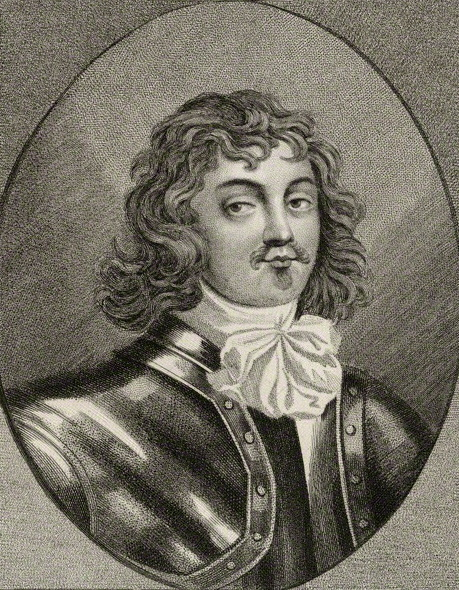
Henry Wilmot, secondo visconte Wilmot e primo conte di Rochester

Non appena ebbe inizio la prima Guerra civile inglese, Wilmot si unì nuovamente con il re Carlo I a York. Il 5 agosto 1642 sollevò un reggimento di cavalleria per l'esercito del re e riconquistò il posto di commissario generale di cavalleria. Egli, sebbene fosse stato ferito durante la battaglia di Ponte Powick del 23 settembre, la prima grande battaglia della guerra civile, ritornò ben presto abbastanza in forma per guidare, il mese successivo, l'ala sinistra della cavalleria realista per affrontare la battaglia di Edgehill, avviandosi verso la maggior parte dei parlamentari che gli si erano opposti. Inoltre comandò il corpo di spedizione che catturò Marlborough il 5 dicembre.
Durante l'aprile 1643 i servizi di Wilmot alla corona vennero riconosciuti quando fu nominato luogotenente generale di cavalleria e più tardi, nello stesso mese, venne creato il titolo di barone Wilmot di Adderbury, nella contea di Oxford. Nello stesso anno guidò un grosso contingente di cavalleria inviato ad aiutare l'esercito occidentale realista, e il 13 luglio sconfisse Sir William Waller nella battaglia di Roundway Down, aprendo la strada per i monarchici e per consolidare la propria posizione nella parte occidentale.
Nel 1644, quando Rupert del Palatinato assunse il comando regionale del Nord, Wilmot era rispettato come comandante di tutta la cavalleria realista con un'influenza dominante sulle questioni militari. Il 29 giugno, durante la battaglia di Cropredy Bridge, sconfisse Waller per la seconda volta ma non prima di esser stato ferito e fatto prigioniero per breve tempo.
Quando suo padre morì Wilmot ereditò il titolo di visconte Wilmot di Athlone e gran parte della posizione politica del padre in Irlanda. Nel mese di aprile venne nominato Lord Presidente di Connacht con Thomas Dillon, IV visconte Dillon (un traguardo già raggiunto nel 1630 dal suo defunto padre insieme al compianto Roger Jones, I visconte Ranelagh). Questa carica pose le basi per la sua ascesa politica in Inghilterra e in Irlanda.
Tutti riconobbero che Wilmot era popolare tra i soldati che egli aveva comandato e ciò era dovuto ad una sua "miscela di coraggio, imprese ed affabilità da ubriaco". Edward Hyde, I conte di Clarendon, seppur stizzosamente, osservò che Wilmot "era un uomo orgoglioso e ambizioso, incapace di essere contento; un ufficiale in marcia che disciplina le sue truppe. Beveva molto, e aveva un grande potere su tutti coloro che bevevano come lui, che erano un grande popolo". Questa popolarità e la sua posizione centrale nel comando dell'esercito gli permisero di iniziare ad esercitare in modo deciso la sua influenza politica. Nel giugno Wilmot si sentì di essere in una posizione abbastanza forte nell'esercito per chiedere al re di licenziare i suoi due principali consiglieri civili, George Digby, II conte di Bristol e il Cancelliere dello Scacchiere, Sir John Culpeper, e di adottare la strategia di una marcia su Londra. Carlo I, che non aveva affetto personale per Wilmot (poiché questi aveva votato a favore della morte del conte di Strafford), respinse la strategia e mantenne in carica Digby e Culpeper come suoi consiglieri.
Con il fallimento del suo primo schema tattico, Wilmot si mise in contatto con il conte di Essex, capo supremo dei parlamentari, senza permesso del monarca, per vedere se si potesse stipulare una pace. Il re fu facilmente persuaso da Digby e Culpeper del fatto che Wilmot lo stava tradendo. Wilmot venne arrestato l'8 agosto 1644, spogliato di tutte le sue cariche e incarcerato a Exeter. La sua popolarità all'interno dell'esercito portò molti ufficiali a chiedere un'istanza a suo nome e, infine, per placarli, tutte le accuse contro Wilmot caddero con la promessa che si sarebbe ritirato all'estero. Wilmot allora si trasferì in Francia per unirsi alla corte in esilio della sua vecchia protettrice, la regina Enrichetta Maria di Borbone-Francia.
Tre anni dopo, quando Digby giunse a Parigi, la controversia tra i due uomini non era stata né dimenticata né perdonata e perciò si sfidarono a duello.

Wilmot fu sconfitto con una pugnalata alla mano.

## Terza Guerra Civile
Dopo che Carlo I fu giustiziato nel gennaio del 1649, Wilmot divenne un Gentiluomo di Camera del nuovo re Carlo II. Carlo II aveva molta fiducia in Wilmot, poiché aveva condiviso con lui la sconfitta nella battaglia di Worcester e varie peregrinazioni successive. Durante questi viaggi, mentre il re adottava una serie di travestimenti (spesso si travestiva da servo), Wilmot li disprezzava e si rifiutava di viaggiare a piedi. Lui e il re infine fuggirono in Francia per sei settimane dopo la fine della battaglia, nascondendosi nel frattempo in luoghi diversi.

## Interregno inglese

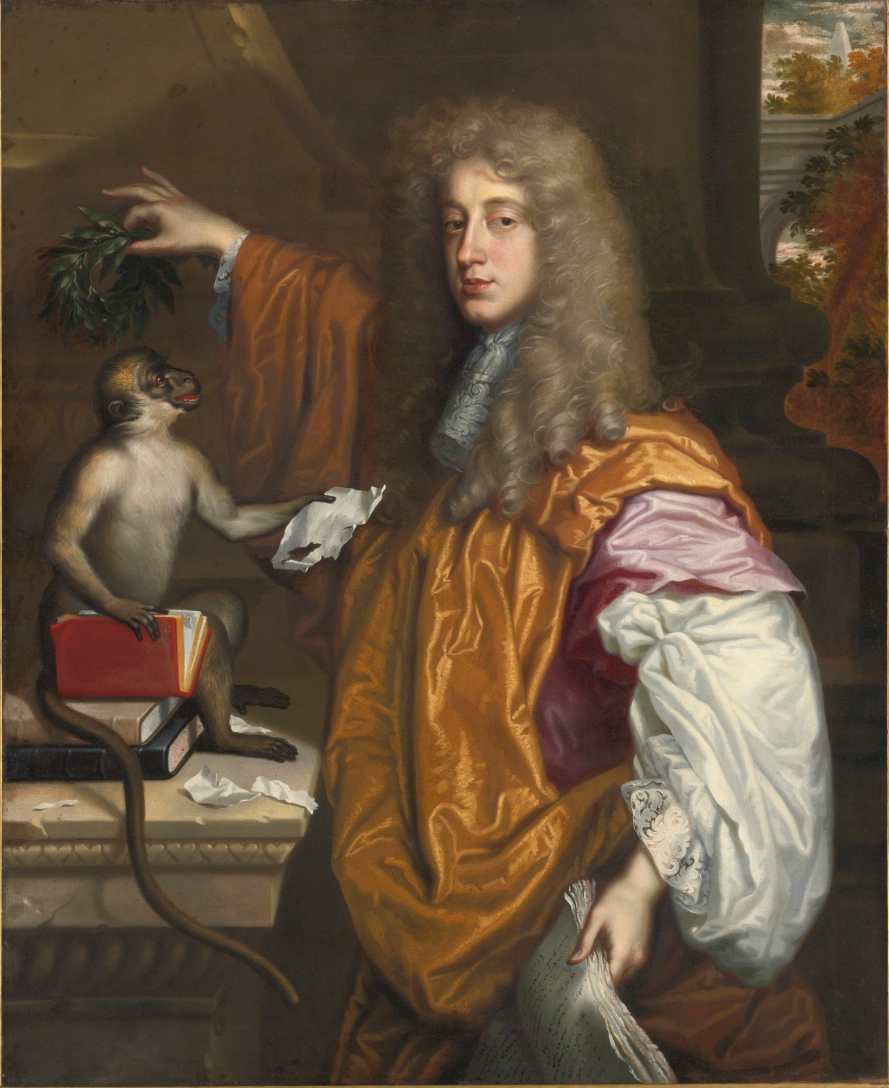
John Wilmot, secondo conte di Rochester della prima creazione

Durante l'esilio del re Carlo I sotto il protettorato di Oliver Cromwell, Henry Wilmot era stato uno dei suoi principali consiglieri, ma il suo presunto tradimento lo portò a essere riconosciuto come un traditore.

Solo con la salita al trono di Carlo II Stuart e il loro condiviso esilio nei Paesi Bassi, Wilmot riuscì ad ottenere nuova fiducia e, in merito di questo, venne nominato conte di Rochester dal nuovo re nel 1652.

Negli interessi del re, Wilmot fece visita a sovrani e personalità illustri quali Ferdinando III d'Asburgo, Nicola II di Lorena e Federico Guglielmo I di Brandeburgo.
Nel marzo 1655 Wilmot ordinò un attentato, che però non andò a buon fine, contro i rivoltosi della battaglia di Marston Moor, nei pressi di York. La rivolta fu sedata dal Colonnello e Governatore di York Robert Lilburne ed Henry Wilmot fu costretto ad abbandonare ancora una volta il paese.

Insediatosi in Belgio, nel 1656 ottenne il comando del Royal Regiment of Guards a Bruges, un reggimento di fanteria, perciò divenne capo delle Grenadier Guards. Le condizioni malsane e sovraffollate del quartier generale dell'armata di Wilmot portarono molti suoi uomini, nell'inverno del 1657-1658, alla malattia, e tra questi lo stesso Wilmot.

Henry Wilmot morì in esilio a Sluis, lontano dalla moglie e dal figlio, il 19 febbraio del 1658 e fu sepolto a Bruges.
Dopo la Restaurazione la sua salma venne trasferita alla tomba di famiglia nella chiesa di Spelsbury, Oxfordshire.

La sua stirpe venne portata avanti da suo figlio John Wilmot, II conte di Rochester, famoso poeta, letterato, mecenate, militare e cortigiano, nonché un eroe di guerra, noto libertino e membro della Corte del re Carlo II d'Inghilterra.

Alla morte di quest'ultimo, avvenuta nel 1680, gli successe il figlio Charles Wilmot come III conte di Rochester, ma questi morì all'età di soli 10 anni nel 1681, quando tutti i titoli nobiliari furono estinti.

## Seconda creazione ed estinzione

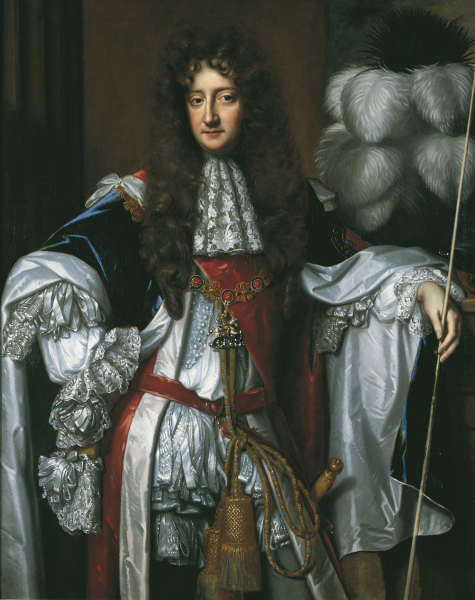
Laurence Hyde, primo conte di Rochester dopo la seconda creazione

La seconda creazione del titolo di conte di Rochester fu messa in atto dal deputato, statista e scrittore Laurence Hyde, il quale venne nominato barone Wotton Basset e visconte Hyde di Kenilworth, nella contea di Warwick e nei parì d'Inghilterra.
Hyde era il secondogenito di Edward Hyde, I conte di Clarendon. Laurence Hyde ricoprì vari incarichi di primo livello, tra cui quello di Primo Lord del Tesoro, Lord Presidente del Consiglio, Lord Gran Tesoriere, Lord luogotenente d'Irlanda, Lord Luogotenente dell'Hertfordshire, Custos Rotulorum e Lord Luogotenente di Cornovaglia.
Gli successe il suo unico figlio Henry Hyde, il secondo conte, il quale fu noto per aver prestato servizio come Lord Luogotenente di Cornovaglia. A questo nel 1723 succedette suo cugino come IV conte di Clarendon.
Il suo unico figlio sopravvissuto Henry Hyde venne eletto alla Camera dei Lord con il titolo di suo padre da piccolo, e cioè di barone Hyde, grazie ad una writ of acceleration, nel 1750.
Tuttavia questi morì nel maggio 1753, precedendo la morte di suo padre, avvenuta sette mesi dopo.
Con la morte di Lord Clarendon e di Rochester, tutti i titoli si estinsero nel dicembre dello stesso anno.

## Dinastia

### Visconte Wilmot (1621)
- Charles Wilmot, I visconte Wilmot (1571–1644)
- Henry Wilmot, II visconte Wilmot (1612–1658) (creato con il titolo di barone Wilmot nel 1643 e conte di Rochester nel 1652)

### Conti di Rochester - prima creazione (1652)
- Henry Wilmot, I conte di Rochester (1612–1658)
- John Wilmot, II conte di Rochester (1647–1680)
- Charles Wilmot, III conte di Rochester (1671–1681)

### Conti di Rochester - seconda creazione (1682)
- Laurence Hyde, I conte di Rochester (1642–1711)
- Henry Hyde, IV conte di Clarendon, II conte di Rochester (1672–1753)
- Onorevole Eward Hyde (1702)
- Onorevole Laurence Hyde (1703–1704)
- Henry Hyde, visconte Cornbury, V barone Hyde (1710–1753)